# بردستپ
بردستپ (انگلیسی: Birdstep) شرکت فناوری اطلاعات نروژی است، که در سال ۱۹۹۶ تأسیس شد.